# Yunnanosaurus
Yunnanosaurus is een geslacht van uitgestorven herbivore dinosauriërs, behorend tot de Sauropodomorpha, dat in het vroeg tot midden-Jura in China leefde.

## Vondst en naamgeving
De Chinese paleontoloog Yang Zhongjian, voor de Japanners naar het zuiden gevlucht, ontdekte in de winter van 1939 bij Jiangyi in de prefectuur Yuanmou een twintigtal dinosauriërskeletten in wat hij toen zag als de Lufengformatie (Hettangien) van de provincie Yunnan, die werden geborgen door preparateur Wang Tsunyi. In 1942 benoemde Yang op grond daarvan de typesoort Yunnanosaurus huangi. De geslachtsnaam verwijst naar Yunnan. De soortaanduiding eert Huang Chiching ('T.K. Huang'), tijdens de oorlog de directeur van de National Geological Survey of China. Verder verwijst de soortaanduiding naar het dorpje Huangchiatien, waar de voorouderlijke boerderij van Huang lag en in de nabijheid waarvan de vondsten gedaan werden. Het holotype is IVPP AS V.20 (eerder NGMJ 004546). In 2021 concludeerde een studie dat Yunnanosaurus in feite in de Fengjiaheformatie gevonden is die dateert uit het Pliensbachien, dus het Vroeg-Jura.
In 1951 benoemde Yang een tweede soort, Y. robustus, 'de stevige', maar daarvan wordt tegenwoordig door westerse onderzoekers aangenomen dat het slechts volwassen exemplaren van Y. huangi betreft. Een studie uit 2013 meldde echter een jong exemplaar van Y. robustus, specimen ZMNH-M8739.

Y. youngi is veel groter dan Y. huangi

In 2007 werd door Lü Junchang opnieuw een soort benoemd, Y. youngi, waarvan de soortaanduiding Yang eert. Het holotype is CXMVZA 185, een fragmentarisch skelet. Deze soort is met dertien meter lengte ruim twee keer zo lang als Y. huangi en zou stammen uit de Zhangheformatie van het midden-Jura, die minstens twintig miljoen jaar jonger is. In 2021 werd gesteld dat deze soort in feite even oud is als de typesoort. 
Door verschillende onderzoekers is gesuggereerd dat Yunnanosaurus een jonger synoniem zou zijn van Lufengosaurus huenei, maar recenter onderzoek uit 2005 weerspreekt dat weer. Wel zijn beide vormen vermoedelijk nauw verwant.

## Beschrijving
Yunnanosaurus is middelgroot. Gregory S. Paul schatte in 2010 de lichaamslengte op vijf meter, het gewicht op tweehonderddertig kilogram.
De voorpoten van Yunnanosaurus zijn zeer kort en het dier was vermoedelijk een tweevoeter. De kop is klein met een driehoekig profiel.
De studie uit 2013 stelde bij de beschrijving van specimen ZMNH-M8739 twee onderscheidende kenmerken van Y. robustus vast: het ontbreken van een bovenste verbreding van het sprongbeen en een van voor naar achter afgeplat middelste gedeelte van de schacht van het vierde middenvoetsbeen.

## Fylogenie

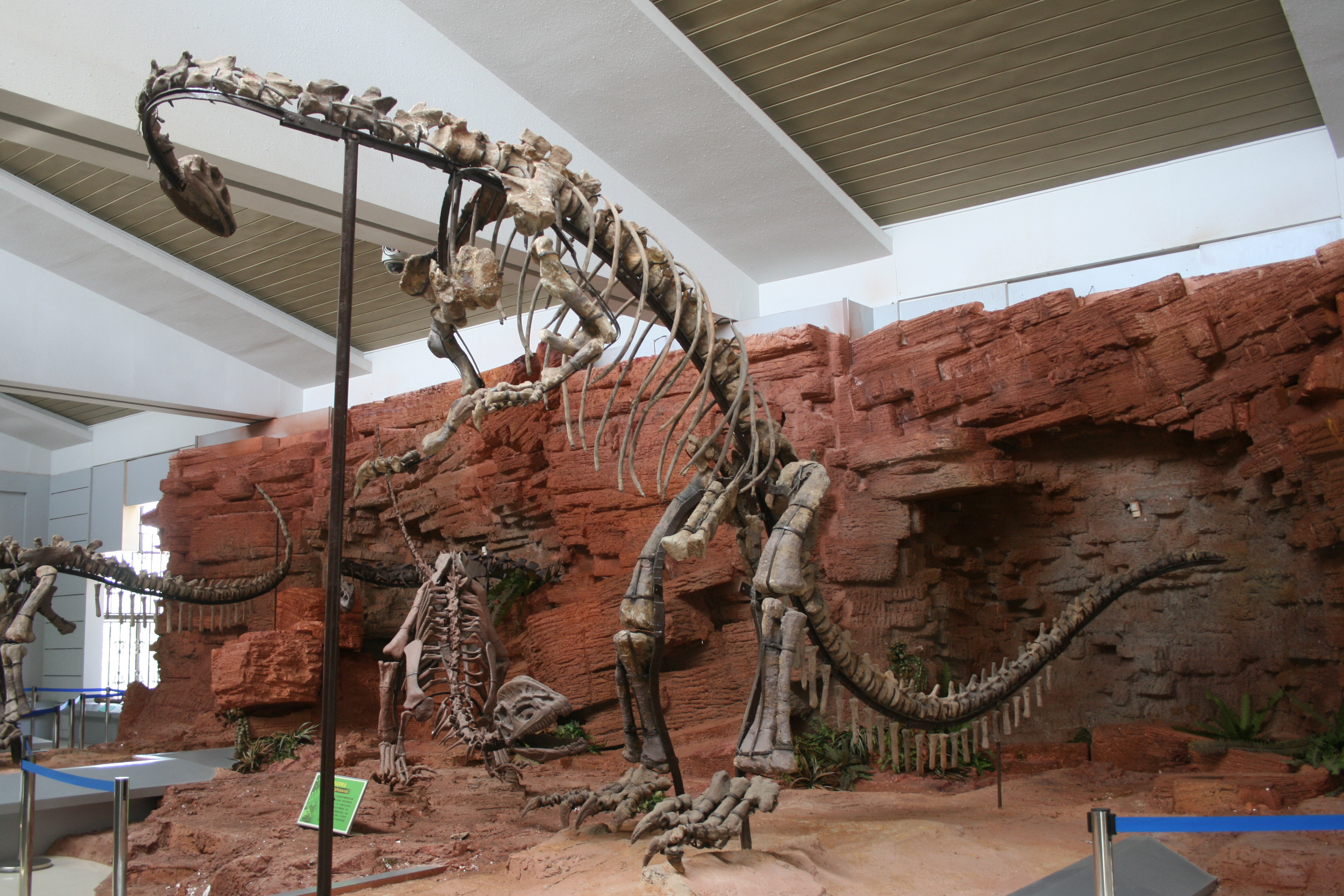
Yunnanosaurus vecht met Sinosaurus die echter vermoedelijk later leefde

Yunnanosaurus behoorde volgens Yang tot de groep van de Prosauropoda en is een van de jongste leden van de groep. Dat geldt zeker voor Y. youngi, die, als de identificatie correct is, de laatste bekende prosauropode vertegenwoordigt. Yang verwees een los gevonden tand met een slijtpatroon dat aan de slijtage bij het gebit van de Sauropoda herinnert, aan Yunnanosaurus toe. Dat heeft voor veel verwarring gezorgd omdat dit een aanwijzing leek dat beide taxa nauw verwant waren. Later bleek echter dat de tand verschilde van de tanden in de Yunnanosaurus-skeletten zelf en misschien van een nog onbekende eusauropode is. Yang plaatste het geslacht in de Yunnanosauridae, als enig bekende lid. Daarna werd het gebruikelijk hem tot de Anchisauridae te rekenen. Meestal wordt in het Westen tegenwoordig een plaatsing in of nabij de Massospondylidae aangenomen. De studie uit 2013 zag de Yunnanosauridae als het zustertaxon van de Sauropoda; Yunnanosaurus zou dan geen prosauropode zijn in moderne zin.
Het volgende kladogram toont een mogelijke positie in de evolutionaire stamboom.
|  | Eucnemesaurus |
|  |               |
|  | Riojasaurus   |
|  |               |

|  | \| \| Jingshanosaurus \| \| \| \| \| \| Seitaad \| \| \| \| |
|  |                                                             |
|  | Anchisauria                                                 |
|  |                                                             |
|  | Jingshanosaurus                                             |
|  |                                                             |
|  | Seitaad                                                     |
|  |                                                             |

|  | Jingshanosaurus |
|  |                 |
|  | Seitaad         |
|  |                 |

|  | \| \| Jingshanosaurus \| \| \| \| \| \| Seitaad \| \| \| \| |
|  |                                                             |
|  | Anchisauria                                                 |
|  |                                                             |
|  | Jingshanosaurus                                             |
|  |                                                             |
|  | Seitaad                                                     |
|  |                                                             |

|  | Jingshanosaurus |
|  |                 |
|  | Seitaad         |
|  |                 |

|  | \| \| Jingshanosaurus \| \| \| \| \| \| Seitaad \| \| \| \| |
|  |                                                             |
|  | Anchisauria                                                 |
|  |                                                             |
|  | Jingshanosaurus                                             |
|  |                                                             |
|  | Seitaad                                                     |
|  |                                                             |

|  | Jingshanosaurus |
|  |                 |
|  | Seitaad         |
|  |                 |

|  | \| \| Jingshanosaurus \| \| \| \| \| \| Seitaad \| \| \| \| |
|  |                                                             |
|  | Anchisauria                                                 |
|  |                                                             |
|  | Jingshanosaurus                                             |
|  |                                                             |
|  | Seitaad                                                     |
|  |                                                             |

|  | Jingshanosaurus |
|  |                 |
|  | Seitaad         |
|  |                 |

|  | Eucnemesaurus |
|  |               |
|  | Riojasaurus   |
|  |               |

|  | \| \| Jingshanosaurus \| \| \| \| \| \| Seitaad \| \| \| \| |
|  |                                                             |
|  | Anchisauria                                                 |
|  |                                                             |
|  | Jingshanosaurus                                             |
|  |                                                             |
|  | Seitaad                                                     |
|  |                                                             |

|  | Jingshanosaurus |
|  |                 |
|  | Seitaad         |
|  |                 |

|  | \| \| Jingshanosaurus \| \| \| \| \| \| Seitaad \| \| \| \| |
|  |                                                             |
|  | Anchisauria                                                 |
|  |                                                             |
|  | Jingshanosaurus                                             |
|  |                                                             |
|  | Seitaad                                                     |
|  |                                                             |

|  | Jingshanosaurus |
|  |                 |
|  | Seitaad         |
|  |                 |

|  | \| \| Jingshanosaurus \| \| \| \| \| \| Seitaad \| \| \| \| |
|  |                                                             |
|  | Anchisauria                                                 |
|  |                                                             |
|  | Jingshanosaurus                                             |
|  |                                                             |
|  | Seitaad                                                     |
|  |                                                             |

|  | Jingshanosaurus |
|  |                 |
|  | Seitaad         |
|  |                 |

|  | \| \| Jingshanosaurus \| \| \| \| \| \| Seitaad \| \| \| \| |
|  |                                                             |
|  | Anchisauria                                                 |
|  |                                                             |
|  | Jingshanosaurus                                             |
|  |                                                             |
|  | Seitaad                                                     |
|  |                                                             |

|  | Jingshanosaurus |
|  |                 |
|  | Seitaad         |
|  |                 |

## Levenswijze
In het vroeg-Jura leefde Yunnanosaurus huangi naast andere prosauropoden zoals Lufengosaurus en de eerste sauropoden, waar hij in de verte mee verwant was, zoals Kunmingosaurus. In het midden-Jura leefde Yunnanosaurus youngi naast echte sauropoden zoals Shunosaurus.